# Герцог Дорсет
Герцог Дорсет (англ. Duke of Dorset) — английский дворянский титул, существовавший в 1720—1843 годах. Также известны титулы маркиз Дорсет (англ. Marquess of Dorset) и граф Дорсет (англ. Earl of Dorset).

## История титула
Титул был создан в 1720 году для Лайонела Крэнфилда Сэквилла, 7-го графа Дорсета. Его потомки владели титулом до 1843 года, когда умер Чарльз Сэквилл-Жермен, 5-й герцог, после чего титул оказался выморочным и исчез.

## Список герцогов Дорсет
- 1720—1765: Лайонел Крэнфилд Сэквилл (18 января 1688 — 10 октября 1765), 7-й граф Дорсет и 7-й барон Бакхёрст с 1705, 1-й герцог Дорсет с 1720, сын предыдущего
- 1765—1769: Чарльз Сэквилл (6 февраля 1710 — 6 января 1769), 2-й герцог и 8-й граф Дорсет, 8-й барон Бакхёрст с 1765, сын предыдущего
- 1769—1799: Джон Фредерик Сэквилл (25 марта 1745 — 19 июля 1799), 3-й герцог и 9-й граф Дорсет, 9-й барон Бакхёрст с 1769, племянник предыдущего
- 1799—1815: Джордж Джон Фредерик Сэквилл (15 ноября 1793 — 14 февраля 1815), 4-й герцог и 10-й граф Дорсет, 10-й барон Бакхёрст с 1799, сын предыдущего
- 1815—1843: Чарльз Сэквилл-Жермен (27 августа 1767 — 29 июля 1843), 2-й виконт Сэквилл с 1785, 5-й герцог и 9-й граф Дорсет, 9-й барон Бакхёрст с 1769, внук Лайонела Сэквилла, 1-го герцога Дорсета